# Geotermika
A geotermikus energia definíció szerint a Föld belsejének hőtartaléka, amely döntően a földkéregben koncentrálódó hosszú felezési idejű radioaktív izotópok bomlási hőjéből táplálkozik.

## A geotermikus energia általánosságban
A geotermikus energia a földkéregből származó hő, amely a Föld keletkezése óta folyamatosan tartó lehűléséből és a természetes radioaktív bomlásból származik. A hő kiáramlása a geológiailag aktív térségekben (pl. a kőzetlemezek határain), illetve a jelentősen elvékonyodott kéregblokkok (pl. Kárpát-medence) területén a legnagyobb.
A világ számos területén, ahol termálvizek törnek fel a talajból, természetes és magától-értetődő lehetőség a geotermikus energia hasznosítása. A Kárpát-medence legmélyebb térszíneit elfoglaló Magyar Alföld geotermikus adottságai közismerten igen kedvezőek. A geotermikus energiával kapcsolatos tudományos ismeretek a geológia és a hidrológia/hidrogeológia körébe tartoznak.

## A geotermika hazai geológiai adottságai
Magyarország hévizes adottságait tekintve „nagyhatalom” – a hazai felszín alatti vízkészletekben tárolt hőmennyiség 4,7 millió petajoule, amiből a törvényi hátteret és az elérhető technológiákat figyelembe véve 250-350 petajoule-t lehetne hasznosítani, ehhez képest jelenleg 3,1 petajoule kerül hasznosításra.
A termálenergia tartalékait tekintve nagyságrendekkel haladja meg biomassza lehetőségeinket, még jelenlegi árszinten is fajlagosan kb. feleannyiba kerül, mint a napenergia, sokkal egyenletesebben termelhető, mint a szélenergia; összességében pedig Európa legjelentősebb geotermális víz- és hőtartalékaival rendelkezünk.
A többi alternatív energiafajtával ellentétben a geotermikus energia importfüggetlen, helyben van, tehát szállításmentes és a helyiek rendelkeznek vele (hőpiac-értékesítés veszély!); felhasználása emissziómentes, vagyis a használt víz visszasajtolásával (mely törvényi kötelezettség is) abszolút környezetbarát és megújuló energiaforrás, utánpótlása nem mezőgazdaság-függő, mint a bioenergiáé; nem időjárás-függő (6500h/év kapacitáshossz), mint a szélenergia vagy a napenergia; és fajlagos ára (500-700 Ft/GJ) lényegesen kedvezőbb, mint a jelenleg használt fosszilis energiahordozókból előállított energiáké (pl. távhő 2800 Ft/GJ), melyek a jelenlegi világpiaci trendeket figyelembe véve csak tovább nőnek.
A Kárpát-medence alatt a Föld szilárd kérge erősen kivékonyodott, ami a kéreg alatti magas hőmérsékletű magma felszín közelbe kerülését eredményezte. Ez több hő átadását teszi lehetővé, azaz a felette elhelyezkedő területeken pozitív hőanomáliát okoz. A feláramló hő (a „földi hőáram”) magyarországi értéke átlagosan 90 mW/m², másfélszerese az európai kontinensen tapasztalhatónak. A hazai viszonylatban is kedvező geotermikus adottságúnak számító Alföld területének északi és keleti részén 90-100, délen és délnyugaton 70-90 mW/m² között változó földi hőáram mérhető (Dövényi et al., 1983).
A földhő a medencét több ezer méter vastagságban kitöltő laza, porózus üledékes kőzetekben tárolódik. Hőmérsékletük a mélység felé haladva átlagosan 5 °C-kal növekszik 100 méterenként, azaz ennyi az ún. geotermikus gradiens. (A gyakorlatban legtöbbször az 1 °C hőemelkedéshez tartozó mélységlépcsőt szokták használni, vagyis ennek a reciprokát, amely 25 m/°C). A hazai átlagnak megfelelő a réteghőmérséklet a Budapest-Makó tengelyvonalú „dunai földtani szerkezeti árok” területén. Legkedvezőbb gradiens értékekkel a Tisza mentén és Tiszántúlon, különösen vármegyében találkozhatunk, ahol ez 16 – 18 m/°C. A kőzetek felfűtöttsége 1000 m-es mélységben általában eléri a 60-70 °C-t, 2000 m-en a 110-120 °C-t, a süllyedékek 2500 m-es mélységeiben a 130-150 °C-t is.

## A geotermika hazai hidrogeológiai viszonyai
Hévíznek a természetben előforduló, felszínre jutásakor 30 °C-nál melegebb felszín alatti vizet nevezzük, amely az Alföld területén mélyfúrással tárható fel. A Dél-alföldi Régió területén kb. 300–600 m mélységű fúrásokkal lehet elérni a fenti kőzethőmérsékletet, amely egyben jelzi a hévízrezervoár tetőszintjét. A medencealjzatra nagy vastagságban települt üledékek közül jó víztároló és vízvezető képességükkel a földtörténeti Pannon-tenger homokrétegekben gazdag felső-pannóniai rétegei tűnnek ki. Ezek legnagyobb vastagságban a Tisza-völgy déli részén (a Hódmezővásárhely-makói árkos süllyedékben), valamint a békési és a derecskei süllyedékben találhatók, ahol a felsőpannón üledékösszlet vastagsága megközelíti az 1500 – 2000 m-t.
Itt a hévízkutak közül sok 1000 - 1500 liter/perc vízadó-képességgel, 80 – 100 °C-os vízhőmérséklettel rendelkezik. A medencealjzaton jelentős kiemelkedések is vannak, ahol a felső-pannon összlet kivékonyodik, mindössze 400 – 800 m vastagságú (pl. Battonya térsége, Bács-Kiskun vármegye nyugati fele). Itt többnyire nincs lehetőség nagyobb vízhőmérsékletű kutak fúrására.
A legjobb hévízkutak a kisebb földi hőárammal jellemzett Alsó-Tisza vidékén találhatók, ugyanis az elérhető nagy fúrási mélység következtében a nagyfokú porozitással jellemezhető üledékekből magas hőmérsékletű, bőséges mennyiségű hévíz nyerhető. Ezen a területen a legnagyobb mélységű (2400 – 2500 m-es) kutak kifolyó vizének hőfoka 90 - 100 °C. Az igen kedvező geotermikus gradienssel rendelkező Székkutas körüli térségben már 1800 m-es fúrással is feltárható a 99 °C-os felszíni hőmérsékletű hévíz. A Tiszától nyugat felé haladva - a tárolóösszlet kivékonyodása miatt - a porózus medenceüledékekből feltárható hévizek hőfoka egyre csökken, Kecskemét, Kiskunhalas térségében már csak 40 °C körüli víz nyerhető.
A Dél-alföldi Régió északi (Bács-Kiskun vármegyei) részén, Tiszakécske-Lakitelek térségében geotermális anomália található. Tiszakécske környékén a viszonylag kis mélységű (200–300 m-es) kutak kifolyó vizének hőmérsékleti adataiból számított látszólagos reciprok geotermikus gradiens kis értékei (7–10 m/°C) geotermális anomáliát mutatnak.
Az anomália középpontjában lemélyített kutatófúrások a mélységgel csökkenő anomáliát jeleznek. A jelenség a térség sajátos üledékföldtani felépítésével és a benne uralkodó mélyáramlások működésével magyarázható. A tiszakécskei nagy pozitív geotermális anomália a dél-tiszai áramlási rendszer része. Az anomália helyén az átlagosnál jóval nagyobb az üledékösszlet homok-frakció tartalma, s így a vertikális vízáteresztő képessége is. Ezen a területen az egységes negyedkori-felső pliocén összlet szerkezetileg érintkezik a felső-pannóniai hévizes formációval, és az „üledékablak” lehetővé teszi hőkonvekciós áramlás formájában a hévíz felszínközelbe kerülését.
Megjegyzendő, hogy a Duna-Tisza közén és a Tiszántúl medencealjzatán pásztásan föllelhető mezozoós karbonátos üledékekből - Balotaszállás, Fábiánsebestyén, Gádoros
és Nagyszénás térségében - mintegy 3 – 4 km-es mélységből 2000 m³/nap-ot meghaladó kutankénti vízhozammal, nagy entalpiájú (160 - 170 °C-os hőmérsékletű), igen nagy oldott sótartalmú (20-30 g/l-es) túlhevített víz is feltárható, amely geotermikus energiabázisú villamos energiatermelésre is alkalmas. Hasznosíthatósága műszaki- és beruházási igényessége miatt egyelőre csak perspektivikus (Árpási, 1997).

## A geotermika ágazati és szakmapolitikai helyzete

### A geotermika hazai ágazati és szakmapolitikai helyzete
A szinte tökéletes földtani-hidrogeológiai adottságok optimális kihasználását legtöbb esetben akadályozza az észszerű hosszú távú tervezésen alapuló, a fenntartható kitermelést támogató törvényi és fejlesztési programozási háttér hiánya, illetve a szakágazatban és a szakmapolitikában egymás ellen ható érdekek közös jelenléte.
A következőkben ezen problémák és érdekellentétek közül említenénk meg a legsúlyosabbakat (példákkal magyarázva):
Könnyen belátható például az, hogy a geotermális energia hasznosításának különböző szegmenseiben érintett szervezetek, vállalkozások érdekei nem feltétlenül esnek egybe. A kitermelés fokozásában érintett agrártermelők vagy pl. gyógyfürdők bár hosszú távon érdekeltek a fenntartható termálvíz, vagy -hő kitermelésében, rövid távú érdekeiknek megfelelően a minél nagyobb  mennyiségű víz kiemelésére fókuszálnak. Vagy például, a termálenergetikai hasznosítás környezetvédelmi aspektusaival, (pl. kármentéssel, környezet-rehabilitációval) foglalkozó szervezetek, vállalkozások érdekei sem találkoznak minden esetben a felhasználói oldal igényeivel.
Egyre nagyobb szakmai vélemény-különbség, sőt lobbi-harc bontakozik ki a felhasznált termálvíz nyílt rendszerben való üzemeltetői (ahol tehát a kitermelt vízmennyiséget nem juttatják vissza az eredeti vízadó rétegbe), és azok között a beruházók-fejlesztők között, akik éppen a felhasznált víz vízadó rétegbe való visszasajtolásának technológiáját kívánják tökéletesíteni. Hosszú távon, a fenntartható kitermelés és közös környezetvédelmi érdekeink, valamint az Európai Unió szakmapolitikai állásfoglalásai is úgy kívánják, hogy a kiemelt vízmennyiséget juttassuk vissza kitermelésének helyére, a mezőgazdasági (pl. melegházas) termelőktől azonban ez jelenleg igen nagy anyagi beruházást követel meg, amely az agrártevékenység rentábilitását tenné kockára.
Jól mutatja a régiós tudásbázis és a felhasználók között kétirányú és folyamatos kommunikáció hiányát néhány további példa: magyarországi geotermikus (kitermelési, energiakinyerési, vagy környezetvédelmi) technológiák a minden bizonnyal robbanás előtt álló hasznosítási lehetőségek ellenére sem jutnak el a felhasználói oldalhoz, illetve a hasznosítók sem keresik az olcsóbb, idehaza kidolgozott technológiákat a K+F szektornál. Egy ukrajnai építőipari beruházó cég (Kivi Group) pl. sokkal előbbre jár a hőszivattyús építkezési-fűtési rendszerek kiépítésében, mint magyar társai; és éppen Magyarországon vásárolja a hőszivattyús-rendszereket beruházásaihoz, amelyeknek magyarországi gyors terjedése a geotermikus lehetőségek okán sokkal inkább indokolt lenne.
A hőszivattyús rendszerek alkalmazása terén hazánk földtani adottságai révén, a világon az egyik legjelentősebb potenciállal rendelkezik. Meghatározott szakmai körök régóta javasolják a döntéshozói-törvényalkotói szinteknek, hogy megfelelő szintű döntésekkel segítsék elő a villany- és gáztüzelésű bojlerek és kazánok lecserélését, tömegigényeket is kielégítő, különböző kivitelű és üzemmódú hőszivattyús rendszerekre. A Heller-tervnek hívott kezdeményezés megvalósulása azonban – észszerű javaslatai ellenére - jelenleg is parkolópályán van.
Léteznek pozitív példák is: Kiskunfélegyházán működik pl. olyan környezetbarát visszasajtoló rendszer, amely régióban kifejlesztett technológiai újításra épül, és amelynek hatékonysága még tovább bővíthető lenne, ha hőszivattyús rendszerrel kombinálnák. Igaz ugyanakkor, hogy a felhasznált vizet vissza nem sajtoló vállalkozásokat jelenleg az egyre emelkedő környezetvédelmi bírságok is a visszasajtoló technológiák kiépítése felé terelik, csak éppen a gazdasági megtérülés üteme nem tart lépést a bírságok emelkedő mértékével. Az állami szabályozás ebben az esetben túlságosan közvetett, helyenként ellentmondásos. A helyzetet tovább bonyolítja, hogy igen sok a hasznosításban érdekelt kitermelőfelhasználó nem ismeri pontosan az általa használt tároló rétegek viselkedését, a hőtranszport lehetőségeit, a vízkészlet-gazdálkodásra vonatkozó előírásokat stb., holott a régióban ez a tudás és ismeretanyag megvan az ezzel foglalkozó szakmai szervezeteknél és kutatóintézetnél.
Jelentős problémaként jelentkezik az egészségügyi és környezetvédelmi szempontból veszélyes szerves szennyezőket (általánosan használt szakzsargonnal: „fenolt”) tartalmazó termálvizek elhelyezése is: míg az újonnan kiépített vagy arra váró rendszerek energetikailag hasznosított vize esetében a visszasajtolás megoldatlansága okoz problémát, a korábbi létesítésű termelő-kutak és a nem energetikai célú hasznosítások esetében a felszíni elhelyezés, élővízbe való elengedés több évtizedes gyakorlata válik – környezetvédelmi és energetikai szempontból is – egyre inkább fenntarthatatlanná. A 2003. évi CXX. tv. 19§ hatálybalépése előtt kiépített rendszerek nem estek visszasajtolási kötelezettség alá, a fürdőkből elfolyó vizeket pedig higiéniai okok miatt tilos visszasajtolni; hiába minősülnek e vizek szennyvíznek, a teljes Magyarországon hasznosított fürdővíz 40%-a (!) felszíni vízfolyásokban nyer elhelyezést. A szénhidrogén származékokkal, huminanyagokkal szennyezett termálvizek végleges kezelését vagy a visszasajtolás, vagy (a fürdők elfolyó vize, és egy esetleges törvényi módosítással az energetikailag hasznosított „fenolos” vizek esetén is) az ár/érték arányban is versenyképesebb, környezetvédelmi szempontból inert kémiai kezelési eljárás, és a szükséges kompozit kidolgozása jelentheti.
A legnagyobb bizonytalanság és „csend” a nemzetgazdaság számára legnagyobb jelentőségű, geotermikus erőművi áramtermelés kapcsán mutatkozik. A tökéletes természeti adottságok ellenére, az áramtermelő erőművek létesítésével helyi (régiós, nemzeti) befektetők tulajdonképpen nem foglalkoznak. A rentábilis beruházási összegekhez (10Mrd-os nagyságrend) igen komoly központi kormányzati szándék és célprogram kellene, így jelenleg egyedül a MOL foglalkozik komolyan a geotermikus erőművi áramtermelés gondolatával – a nyilvánvaló piaci ellenérdekeltség ellenére is egyedül a MOL ez irányú fejlesztési tervei mutatkoznak kidolgozottnak, bár a tényleges megvalósítás folyamatosan „késedelmet szenved”. Ugyanakkor az elmúlt időszakban jelentős külföldi szakmai és befektetői érdeklődést tapasztalható e témában, így egy régiós geotermikus áramtermelő erőmű potenciális telepítését megcélzó módszeres előkészítő-és kutatómunka mielőbbi elkezdése gazdasági szempontból feltétlenül indokolt lenne.

### A geotermikus energiahasznosítás helyzete

#### A geotermikus energiahasznosítás hazai helyzete
A geotermikus energia hasznosításához mai tudásunk szerint hőhordozó közeg szükséges, amelynek segítségével az a felszínre hozható. Ez az esetek legnagyobb részében a természetes eredetű termálvizekkel történik. Néhány esetben víz helyett gőz tör föl a talajból, néhány esetben mesterségesen gondoskodnak a vízellátásról, néhány esetben pedig levegőt használunk hőhordozó közegként.
A geotermikus energiát általában fűtési célokra és villamosenergia-termelésre hasznosítják. A gazdaságos „hőbányászati” tevékenységet három fontos tényező egy időbeni megléte határozza meg:
1. kedvező geotermikus gradiens

2. nagy mennyiségű hévízkészletek

3. megfelelő mélységi nyomásviszonyok
Ezen feltételek mellett mesterséges mélyfúrási technológiával hévízkút létesíthető, amely hidraulikai összeköttetést létesít a mélységi vízadó rétegek és a földfelszín között.
A geotermális energia a felszíni hőhasznosítás szempontjából elsősorban hőmérsékletszintjével jellemezhető. Hőmérsékletszintek szerint két nagy csoport van:
1. 100 °C alatti (ún. kis entalpiájú) hévizek, elsősorban hőhasznosításra

2. 100 °C feletti (ún. nagy entalpiájú) közegek, villamosenergia-termelésre is
Az alsó hőmérséklethatár az elfogadott definíció szerint 30 °C. Geotermális telep az az összefüggő kőzettest, amelyből vízzel hőenergiát juttatunk a felszínre. A széles körű felhasználás az egyszerű fűtést, a távfűtést, a technológiai hasznosítást, az üvegházakat, a haltenyészeteket, a termál- és gyógyfürdőket, a nemzeti laboratóriumokat, valamint az erőműveket foglalja magába. Az amerikai megfogalmazás szerint a geotermális lehetőségek közé sorolják a talajenergiát hasznosító hőszivattyúsrendszereket is.
Magyarországon a Hévízkút-kataszter (HKK) több mint 1200 hévízkutat tart számon, amelyeknek mintegy 60%-a az Alföld – többsége a Dél-alföldi Régió - területén található (Ferenc, 1994). Ezek közel harmada nem termelő kút (ideiglenesen lezárt, észlelő vagy vízvisszasajtoló, illetve meddő kút).

### Internet
- https://web.archive.org/web/20080214011239/http://applied.geology.elte.hu/oktatas/termal/
- https://web.archive.org/web/20130901154026/http://geotermikus-adatbazis.hu/
- https://web.archive.org/web/20140927194257/http://geothink.hu/

### Könyv
- Kóbor Balázs: Az alternatív energiahasználat fejlesztési lehetőségei a Dél-Alföldi Régióban, Csongrád Megyei Önkormányzat, Szeged 2008. ISBN 978-963-06-5337-4
- Jánosi Tibor., Csanádi Attila in. Kóbor Balázs, Medgyes Tamás: Alternatív energiatermelő rendszerek elterjesztésének térségi és határmenti ösztönzése, kistérségi decentrumok kiépítésével, 2007